# Union Pacific Railroad
Union Pacific Railroad (AAR oznaka UP; druge so: UPP, UPY, MP, DRGW, SP, MKT, CNW, SSW, WP, CMO, CGW, MSTL, ARMN, CAGX) je največje železniško podjetje v Severni Ameriki. Podjetje je bilo ustanovljeno leta 1862; sprva je delovalo v Utahu, toda z razvojem in predvsem odkupom drugih večjih podjetij (Missouri Pacific, Chicago and North Western, Western Pacific, Missouri-Kansas-Texas in Southern Pacific) je doseglo današnjo velikost. Sedež podjetja je v Omahi (Nebraska).
Podjetje je leta 2000 upravljalo s 58.364 km glavnih prog, skupaj z vsemi stranskimi pa z 87.091 km prog. Le-te se nahajajo v 23 ameriških zveznih državah (primarno zahodno od reke Mississippi): Arizona, Arkansas, Kalifornija, Kolorado, Idaho, Illinois, Iowa, Kansas, Louisiana, Minnesota, Missouri, Montana, Nebraska, Nevada, Nova Mehika, Oklahoma, Oregon, Tennessee, Teksas, Utah, Washington, Wisconsin in Wyoming.

## Predsedniki
- Oliver Ames mlajši (1866–1871)
- Thomas Alexander Scott (1871–1872)
- Sidney Dillon (1874–1884)
- Charles F. Adams (1884–1890)
- Sidney Dillon (1890–1892)
- Jay Gould (1892)
- E. H. Harriman (1904–1909)
- Carl R. Gray (1920–1937)
- William Jeffers (1937–?)
- John Kenefick (1971–1986)
- Richard K. Davidson (1991–1996)
- Ron Burns (1996)
- Jerry Davis (1996–1998)
- Ike Evans (1998–2004)
- James R. Young (2004–danes)